# Kandži
Kandži (漢字, izgovorjava [kaɲdʑi] ()) so sprejete logogramske kitajske črke, ki se uporabljajo v japonskem sistemu pisanja. Uporabljajo se poleg japonskih zlogovnih pisav hiragana in katakana. Japonski izraz kandži za kitajske znake dobesedno pomeni "hanski znaki". Zapisuje se z enakimi znaki kot v tradicionalni kitajščini, s čimer se nanaša na sistem za pisanje znakov, hanzi (漢字).